# جیمزویل (نیویورک)
جیمزویل (به انگلیسی: Jamesville) یک منطقهٔ مسکونی در ایالات متحده آمریکا است که در شهرستان اونانداگا، نیویورک واقع شده‌است.